# Minolta AF 35-105 mm f/3.5-4.5
Minolta AF 35-105 mm f/3.5-4.5 – obecnie wycofany z produkcji zoom standardowy przeznaczony dla lustrzanek z bagnetem A.
Produkcję obiektywu rozpoczęła Minolta w 1985 roku. W maju 1988 roku zaprezentowano wersję New o innej budowie optycznej, znacznie mniejszej masie, ale też pozbawionej trybu Macro. Obiektyw produkowano do początku lat 90. XX wieku, zastępując go obiektywem AF 28-105 mm f/3,5-4,5. W 1990 roku wyprodukowano białą wersję wersji 35-105 New, stanowiącą standardowy obiektyw limitowanej wersji (20000 sztuk) lustrzanki Minolta Dynax 8000i, upamiętniającej lot japońskiego kosmonauty Toyohiro Akiyama do stacji kosmicznej Mir
Obiektyw służył jako uniwersalny zoom (często określany jako spacerowy) dla lustrzanek małoobrazkowych. 

## Linki
- Konica Minolta AF 35-105 mm f/3.5-4.5 - Specyfikacja obiektywu, optyczne.pl
- Konica Minolta AF 35-105 mm f/3.5-4.5 N - Specyfikacja obiektywu, optyczne.pl